# Erebia asturides
Erebia asturides är en fjärilsart som beskrevs av Curt Eisner 1946. Erebia asturides ingår i släktet Erebia och familjen praktfjärilar. Inga underarter finns listade i Catalogue of Life.